# Kampers
Kampers het stadsdialect dat in de Nederlandse stad Kampen wordt gesproken. Het Kampers valt onder het Sallands dialect en hoort zodoende bij de Nedersaksische taal. Net als veel andere stadsdialecten zoals het Deventers, Zutphens en Zwols, heeft het Kampers een huig-r, [ʀ] (het 'brouwen'). Rond 1800 begon de bovenlaag van de Kamper bevolking (net als die van andere IJsselsteden en veel Nederlandse steden daarbuiten) de taal met een Frans accent te kleuren om zo voornamer over te komen. Een van de gevolgen was dat de h werd weggelaten. In tegenstelling tot de brouwende r is het weglaten van de h op het omliggende platteland gretig overgenomen; het heeft zich tot op Urk en Enkhuizen verspreid. Een waarschijnlijk gevolg van de brouwende r is dat de oorspronkelijk ao-klank voor een r consequent is veranderd in öö (jöör, möör, wöör). Alle IJsselsteden hebben een brouwende r, maar ook IJsselmuiden en Steenwijk. In deze twee plaatsen is de ao ([ɔː]) voor een /r/ overigens niet in een öö ([œː]) veranderd.
Het Kampers lijkt sterk op het Zwols, maar verschilt van de verdere dialecten uit andere IJsselsteden. Men zegt hier bijvoorbeeld wi'j wärken in plaats het meer landinwaartse wi'j wärkt. Dit heeft het Kampers gemeen met het Zwols en de dialecten van de Veluwezoom, maar ook met de Kop van Overijssel. Bij jij wordt de uitgang van het werkwoord gevormd met -en, iets wat ook in de directe omgeving voorkomt maar weer niet in het Zwols. Het Kampers heeft lange klinkers (eten, lepel, zwepe) waar het Zwols en Deventers gerekte (eaten, leapel) of korte (zweppe) klinkers hebben. Dieper in Salland komen overigens korte klinkers voor in eten en lepel. Wel kent men in Kampen nog de woorden uus 'huis' en moes 'muis' naast elkaar. Kampen is met zijn directe omgeving de westelijkste plaats waar dit voorkomt. Dieper landinwaarts is dit woordpaar heel gebruikelijk, maar op de Veluwe, waar de Hollandse expansie nog verder is gegaan dan in Kampen, zegt men meestal huus en muus.
In een rijmsel uit het einde van de 18e eeuw worden nog korte klinker vermeldt in de woorden eten en ketel. Thans klinkt hier een lange, opgehoogde klank: [e:]. Deze hedendaagse lange, opgehoogde klank zou voorafgegaan zijn door een gerekte niet opgehoogde klank: de korte klinker zoals eerder vermeldt is dan gerekt. Dit lijkt inderdaad het geval te zijn geweest volgens Kloeke. Daarnaast wordt een eu vermeldt in bloeien en groeien, thans uu. De uitgangen van werkwoorden bij de wij-vorm is op -en. De jij vorm van het werkwoord zijn wordt echter met een -t uitgang vermeldt: y bint. Hedendaags is dit -en.
Volgens de Taaltelling Nedersaksisch van het Nedersaksisch Instituut (2005) zei in 2003 61% van de ondervraagde mensen in Zwolle, Deventer en Kampen het eigen stadsdialect te kunnen spreken.

## Vervoeging werkwoorden
| Vervoeging sterke werkwoorden | Vervoeging sterke werkwoorden               | Vervoeging sterke werkwoorden | Vervoeging sterke werkwoorden | Vervoeging sterke werkwoorden | Vervoeging sterke werkwoorden | Vervoeging sterke werkwoorden | Vervoeging sterke werkwoorden | Vervoeging sterke werkwoorden | Vervoeging sterke werkwoorden | Vervoeging sterke werkwoorden |
| Tegenwoordige tijd            | Tegenwoordige tijd                          | Tegenwoordige tijd            | Tegenwoordige tijd            | Tegenwoordige tijd            |                               | Verleden tijd                 | Verleden tijd                 | Verleden tijd                 | Verleden tijd                 | Verleden tijd                 |
| ----------------------------- | ------------------------------------------- | ----------------------------- | ----------------------------- | ----------------------------- | ----------------------------- | ----------------------------- | ----------------------------- | ----------------------------- | ----------------------------- | ----------------------------- |
| Infinitief                    | stam + n                                    | lopen                         |                               |                               |                               |                               |                               | leupen3                       |                               |                               |
|                               |                                             |                               |                               |                               |                               |                               |                               |                               |                               |                               |
| Ik                            | stam + e (soms geen uitgang)1               | loope                         |                               | loop ik                       | Ik                            | stam + e of geen uitgang      | leupe                         |                               | leup ik                       |                               |
| Ie                            | stam + n                                    | lopen                         |                               | loop ie2                      | Ie                            | stam + n                      | leupen                        |                               | leup ie2                      |                               |
| Zie, ij, et                   | stam + t of geen uitgang + klinkerwisseling | löp                           |                               | löp zie/et, löp e             | Zie, ij, et                   | stam                          | leup                          |                               | leup zie/et, leup e           |                               |
| Wi'j                          | stam + n                                    | lopen                         |                               | lopen wi'j2                   | Wi'j                          | stam + n                      | leupen                        |                               | leupen wi'j2                  |                               |
| Ie                            | stam + n                                    | lopen                         |                               | loop ie2                      | Jullie                        | stam + n                      | leupen                        |                               | leup ie2                      |                               |
| Zie                           | stam + n                                    | lopen                         |                               | lopen zie                     | Zie                           | stam + n                      | leupen                        |                               | leupen zie                    |                               |
|                               |                                             |                               |                               |                               |                               |                               |                               |                               |                               |                               |
| Participium                   | stam + nd                                   | lopend                        |                               |                               | Participium                   | e + stam (met umlaut) + n3,4  | eleupen                       |                               |                               |                               |
|                               |                                             |                               |                               |                               |                               |                               |                               |                               |                               |                               |
| Vervoeging zwakke werkwoorden |                                             |                               |                               |                               |                               |                               |                               |                               |                               |                               |
| Tegenwoordige tijd            | Tegenwoordige tijd                          | Tegenwoordige tijd            | Tegenwoordige tijd            | Tegenwoordige tijd            |                               | Verleden tijd                 | Verleden tijd                 | Verleden tijd                 | Verleden tijd                 | Verleden tijd                 |
| Infinitief                    | stam + n                                    | speulen                       |                               |                               |                               |                               |                               | speulden                      |                               |                               |
|                               |                                             |                               |                               |                               |                               |                               |                               |                               |                               |                               |
| Ik                            | stam + e (soms geen uitgang)1               | speule                        |                               | speul ik                      | Ik                            | stam + n                      | speulden                      |                               | speulden ik                   |                               |
| Ie                            | stam + n                                    | speulen                       |                               | speul ie2                     | Ie                            | stam + n                      | speulden                      |                               | speulden ie2                  |                               |
| Zie, ij, et                   | stam + t                                    | speult                        |                               | speult zie/et, speult e       | Zie, ij, et                   | stam + n                      | speulden                      |                               | speulden zie/et, speulden e   |                               |
| Wi'j                          | stam + n                                    | speulen                       |                               | speulen wi'j2                 | Wi'j                          | stam + n                      | speulden                      |                               | speulden wi'j2                |                               |
| Ie                            | stam + n                                    | speulen                       |                               | speul ie2                     | Jullie                        | stam + n                      | speulden                      |                               | speulden ie2                  |                               |
| Zie                           | stam + n                                    | speulen                       |                               | speulen zie                   | Zie                           | stam + n                      | speulden                      |                               | speulden zie                  |                               |
|                               |                                             |                               |                               |                               |                               |                               |                               |                               |                               |                               |
| Participium                   | stam + nd                                   | speulend                      |                               |                               | Participium                   | e + stam + d4                 | espeuld                       |                               |                               |                               |

1: Bij werkwoorden die in de tegenwoordige tijd een samentrekking hebben, wordt de e meestal weggelaten, maar niet altijd.
2: Wanneer de stam van het werkwoord eindigt op het klinker, smelt het pronomen samen met het werkwoord; zien ie naar ziej. Soms gebeurd dit ook met de slotconsonant van de stam; kriegen ie naar krieg. Bij wi'j gaat soms de n uitgang van het werkwoord verloren; laoten wi'j naar laow.
3: Umlaut bij zowel de verledentijdsvormen als het voltooid deelwoord. Werkwoord klasse VI soms geen umlaut in het voltooid deelwoord, maar wel in de verledentijdsvormen.
4: Wanneer een werkwoord met een klinker begint wordt de e soms weggelaten, maar niet altijd.

## Kampers als cultuurtaal
Het Kamperse stadsdialect wordt voornamelijk gesproken maar er wordt tevens gepubliceerd in het Kampers. Voor de streektaal van West-Overijssel, waaronder het Kampers, heeft het streekkenniscentrum de IJsselacademie spellingsrichtlijnen ontworpen.
Vanaf ca. 1948 verscheen in de lokale krant wekelijks een column in het Kamper dialect onder de naam ’Eij ’t ook ’eurd. Jan B. Keuter schreef deze stukjes onder de naam Drikus.
In 1908 werd het proefschrift 'Het dialekt van Kampen en omstreken' gepubliceerd. Dit proefschrift was geschreven door Jurriën Gunnink en bevat een uitgebreide beschrijving van onder andere het Kampers op het gebied van onder andere uitspraak en grammatica. Daarnaast bevat het proefschrift een woordenlijst. De IJsselacademie heeft in 2000 het “Woordenboek van de Kamper Taal” gepubliceerd. Als aanvulling is later een niet-officiële “Woordenlijst Nederlands-Kampers” samengesteld door Ph. Bloemhoff-de Bruijn.

## Publicaties
- Woordenboek van de Kamper Taal, A. Fien c.s., ISBN 9066971096, 2000

## Voetnoten
1. ↑  Hendrik Bloemhoff, Taaltelling Nedersaksisch. Een enquête naar het gebruik en de beheersing van het Nedersaksisch in Nederland, p.78. Groningen: Sasland (2005). Gearchiveerd op 5 oktober 2021. Geraadpleegd op 5 februari 2021.
2. 1 2  Henk Bloemhoff, Jurjen van der Kooi (2008). Handboek Nedersaksische taal- en letterkunde. Uitgeverij Van Gorcum. ISBN 978-90-232-4329-8. Gearchiveerd op 1 november 2021.
3. ↑  Harrie Scholtmeijer (2006). Mörn! Taalgids Overijssel. Assen: In Boekvorm Uitgevers bv
4. ↑  Scholtmeijer, H., Heijerman, Th, Turin, H.  (2008). De dialectometrische indeling van Overijssel. Taal & tongval  2008: 59–83. ISSN:0039-8691
5. ↑  Ph Bloemhoff-de Bruijn (2012). Anderhalve Eeuw Zwols Vocaalveranderingsprocessen in de periode 1838-1972. IJsselacademie. ISBN 978-90-6697-228-5.
6. 1 2  Bloemhoff-De Bruijn, 2016. De Gezichten van de steden van Overijssel - Over de taal van de rijmen. Overijsselse Historische Bijdragen 131e stuk 2016. P. 41-49.http://www.twentsetaalbank.nl/docs/2017.02.22_Bloemhoff-Over_de_taal_van_de_rijmen.pdf. Gearchiveerd op 21 juni 2023.
7. ↑  Henk Bloemhoff, Jurjen van der Kooi, Hermann Niebaum en Siemon Reker (red.) (2008), Handboek Nedersaksische Taal- en Letterkunde, Assen: Van Gorcum (p.310)
8. ↑  Gunnink, J. (1908). Het dialect van Kampen en omstreken
9. ↑  Spellingsrichtlijnen van de IJsselacademie voor het West-Overijssels en Oost-Veluws